# Sorin Ghionea
Sorin Ghionea est un footballeur roumain né le 11 mai 1979 à Galați. Il évolue au poste de défenseur.
Il a participé à l'Euro 2008 avec l'équipe de Roumanie.

## Palmarès
- 13 sélections et 1 but avec l'équipe de Roumanie entre 2002 et 2008.
- Champion de Roumanie en 2005 et 2006 avec le Steaua Bucarest.
- Vainqueur de la Supercoupe de Roumanie en 2006 avec le Steaua Bucarest.